# ディエゴ・サンチェス

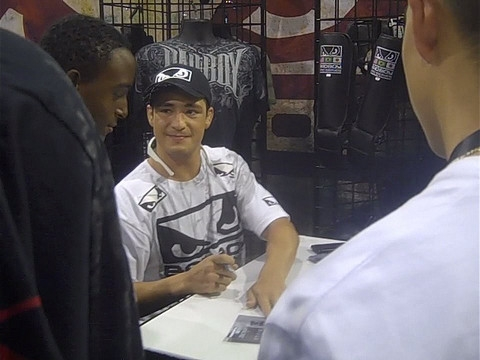
UFCファンエキスポでのサンチェス

ディエゴ・サンチェス（Diego Sanchez、1981年12月31日 - ）は、アメリカ合衆国の男性総合格闘家。ニューメキシコ州アルバカーキ出身。アメリカン・トップチーム所属。元KOTC世界ウェルター級王者。The Ultimate Fighter 1ミドル級優勝。

## 来歴
9歳から空手を始め、高校時代はアメリカンフットボールとレスリングで活躍。レスリングではニューメキシコ州王者となった。。

### The Ultimate Fighter
2005年1月、リアリティ番組「The Ultimate Fighter」のシーズン1にチーム・リデルのミドル級選手として参加。アレックス・カラレクシス、ジョシュ・ラファーティとの2度のエリミネイションバウトにいずれも一本勝ちで勝利し、トーナメント準決勝でもジョシュ・コスチェックに判定勝ち。

### UFC
2005年4月9日、The Ultimate Fighter 1 Finaleで行われたトーナメント決勝戦でケニー・フロリアンと対戦し、TKO勝ちで優勝を果たした。
2005年5月、ADCC 2005の77kg級に出場。1回戦でジェイク・シールズと対戦し、ポイント判定負け。無差別級の2回戦ではマルセロ・ガッシアに腕ひしぎ十字固めで一本負け。
2005年11月5日、The Ultimate Fighter 2 Finaleでニック・ディアスと対戦し、判定勝ちを収めた。
2006年8月17日、UFC Fight Night 6でカロ・パリジャンと対戦し、判定勝ちを収め、ファイト・オブ・ザ・ナイトを受賞した。
2006年12月13日、UFC Fight Night: Sanchez vs. Riggsでジョー・リッグスと対戦し、膝蹴りでKO勝ち。試合後の薬物検査でサンチェスから禁止薬物であるマリファナの陽性反応が検出され、3か月間の出場停止処分が下された。
2007年4月7日、UFC 69でジョシュ・コスチェックと対戦し、判定負け。キャリア初の黒星となった。
2007年9月22日、UFC 76でジョン・フィッチと対戦し、判定負け。
2009年2月21日、ライト級転向初戦となったUFC 95ではジョー・スティーブンソンに判定勝ちを収め、ファイト・オブ・ザ・ナイトを受賞した。
2009年6月20日、The Ultimate Fighter: United States vs. United Kingdom Finaleでクレイ・グイダと対戦し、判定勝ち。2試合連続でファイト・オブ・ザ・ナイトを受賞した。
2009年12月12日、UFC 107のUFC世界ライト級タイトルマッチで王者BJ・ペンに挑戦。1ラウンドに右フックでダウンを奪われると、そのまま試合のペースを握られ続け、最終ラウンドで右ハイキックを受け額をカットし、ドクターストップによるTKO負けを喫し王座獲得に失敗した。
2010年5月29日、階級をウェルター級に戻しUFC 114でジョン・ハザウェイと対戦し、0-3の判定負け。
2010年8月、ジャクソンズ・サブミッション・ファイティングに復帰。
2010年10月23日、UFC 121でパウロ・チアゴと対戦し、3-0の判定勝ち。ファイト・オブ・ザ・ナイトを受賞した。
2011年3月3日、UFC Live: Sanchez vs. Kampmannでマルティン・カンプマンと対戦し、3-0の判定勝ち。2試合連続のファイト・オブ・ザ・ナイトを受賞した。
2012年2月15日、UFC on Fuel TV 1でジェイク・エレンバーガーと対戦し、判定負けを喫すも、終盤にバックマウントを奪いエレンバーガーをTKO負け寸前にまで追い詰めた。敗れはしたものの、3試合連続のファイト・オブ・ザ・ナイトを受賞した。
2013年3月3日、階級をライト級に戻しUFC on Fuel TV 8で五味隆典と対戦し、2-1の判定勝ち。この試合はライト級契約であったがサンチェスは計量で2ポンドオーバーしたため、ファイトマネーの20％を相手に支払う事となった。
2013年10月19日、UFC 166でライト級ランキング2位のギルバート・メレンデスと対戦し、終盤にダウンを奪い返すも判定負け。敗れはしたものの、ファイト・オブ・ザ・ナイトを受賞した。
2014年6月7日、UFC Fight Night: Henderson vs. Khabilovでロス・ピアソンと対戦し、2-1の判定勝ち。しかし、この試合はピアソンが勝利していたと見る見解が非常に多く、一部メディアでは「MMA史上最悪の判定」とまで言われた。
2015年11月21日、フェザー級転向初戦となったUFC Fight Night: Magny vs. Gastelumにてフェザー級ランキング4位のリカルド・ラマスと対戦し、判定負け。フェザー級はこの1試合のみで再び階級をライト級に戻した。
2017年4月22日、UFC Fight Night: Swanson vs. Lobovでライト級ランキング14位のアル・アイアキンタと対戦し、パウンドでKO負け。
2017年11月11日、階級をウェルター級に戻しUFC Fight Night: Poirier vs. Pettisでマット・ブラウンと対戦し、肘打ちでKO負け。
2019年3月2日、UFC 235でミッキー・ガルで対戦し、パウンドで2RTKO勝ち。パフォーマンス・オブ・ザ・ナイトを受賞した。
2019年7月6日、UFC239でマイケル・キエーザと対戦し、判定負けを喫した。
2020年1月31日、米国アンチドーピング機関（USADA）が、2019年12月12日に実施した競技外の抜き打ち検査で、サンチェスからオスタリンとS-23の陽性反応が検出されたが、調査の結果サンチェスが検査時に使用していたサプリメントが汚染サプリメントと確認され、また、検出された禁止薬物の量がパフォーマンスの向上にならないほどの極微量であったため、USADAは出場停止期間を短縮し、サンチェスに3か月間の出場停止処分を科した。
2021年5月8日のUFC on ESPN: Rodriguez vs. Watersonにてドナルド・セラーニと対戦予定であったが、4月28日に欠場が発表された。欠場の理由は明らかにされなかったがサンチェスは型破りな指導スタイルのトレーナーとの確執があったとされ、欠場の発表があった翌日の4月29日にサンチェスはUFCからリリースされた。
2021年5月20日、サンチェスはトレーナーとの決別を発表した。

### UFC後
2022年3月11日、Eagle FC 46でケビン・リーと対戦し、0-3の判定負け。
2023年2月17日、Bare Knuckle Fighting Championshipでボクシングの元WBA世界スーパーウェルター級王者オースティン・トラウトと対戦し、ドクターストップにより4RTKO負けを喫した。

## 戦績

### 総合格闘技
| 総合格闘技 戦績 | 総合格闘技 戦績 | 総合格闘技 戦績 | 総合格闘技 戦績 | 総合格闘技 戦績 | 総合格闘技 戦績 | 総合格闘技 戦績 |
| --------------- | --------------- | --------------- | --------------- | --------------- | --------------- | --------------- |
| 44 試合         | (T)KO           | 一本            | 判定            | その他          | 引き分け        | 無効試合        |
| 30 勝           | 10              | 6               | 13              | 1               | 0               | 0               |
| 14 敗           | 4               | 0               | 10              | 0               | 0               | 0               |

| 勝敗 | 対戦相手                         | 試合結果                             | 大会名                                                          | 開催年月日     |
| ×    | ケビン・リー                     | 5分3R終了 判定0-3                    | Eagle FC 46: Lee vs. Sanchez                                    | 2022年3月11日  |
| ×    | ジェイク・マシューズ             | 5分3R終了 判定0-3                    | UFC 253: Adesanya vs. Costa                                     | 2020年9月27日  |
| ○    | ミシェル・ペレイラ               | 3R 3:09 失格（反則の膝蹴り）         | UFC Fight Night: Anderson vs. Błachowicz 2                      | 2020年2月15日  |
| ×    | マイケル・キエーザ               | 5分3R終了 判定0-3                    | UFC 239: Jones vs. Santos                                       | 2019年7月6日   |
| ○    | ミッキー・ガル                   | 2R 4:13 TKO（パウンド）              | UFC 235: Jones vs. Smith                                        | 2019年3月2日   |
| ○    | クレイグ・ホワイト               | 5分3R終了 判定3-0                    | UFC 228: Woodley vs. Till                                       | 2018年9月8日   |
| ×    | マット・ブラウン                 | 1R 3:44 KO（肘打ち）                 | UFC Fight Night: Poirier vs. Pettis                             | 2017年11月11日 |
| ×    | アル・アイアキンタ               | 1R 1:38 KO（右フック→パウンド）      | UFC Fight Night: Swanson vs. Lobov                              | 2017年4月22日  |
| ○    | マルチン・ヘルド                 | 5分3R終了 判定3-0                    | UFC Fight Night: dos Anjos vs. Ferguson                         | 2016年11月5日  |
| ×    | ジョー・ローゾン                 | 1R 1:26 TKO（スタンドパンチ連打）    | UFC 200: Tate vs. Nunes                                         | 2016年7月9日   |
| ○    | ジム・ミラー                     | 5分3R終了 判定3-0                    | UFC 196: McGregor vs. Diaz                                      | 2016年3月5日   |
| ×    | リカルド・ラマス                 | 5分3R終了 判定0-3                    | UFC Fight Night: Magny vs. Gastelum                             | 2015年11月21日 |
| ○    | ロス・ピアソン                   | 5分3R終了 判定2-1                    | UFC Fight Night: Henderson vs. Khabilov                         | 2014年6月7日   |
| ×    | マイルズ・ジュリー               | 5分3R終了 判定0-3                    | UFC 171: Hendricks vs. Lawler                                   | 2014年3月15日  |
| ×    | ギルバート・メレンデス           | 5分3R終了 判定0-3                    | UFC 166: Velasquez vs. dos Santos 3                             | 2013年10月19日 |
| ○    | 五味隆典                         | 5分3R終了 判定2-1                    | UFC on Fuel TV 8: Silva vs. Stann                               | 2013年3月3日   |
| ×    | ジェイク・エレンバーガー         | 5分3R終了 判定0-3                    | UFC on Fuel TV 1: Sanchez vs. Ellenberger                       | 2012年2月15日  |
| ○    | マルティン・カンプマン           | 5分3R終了 判定3-0                    | UFC Live: Sanchez vs. Kampmann                                  | 2011年3月3日   |
| ○    | パウロ・チアゴ                   | 5分3R終了 判定3-0                    | UFC 121: Lesnar vs. Velasquez                                   | 2010年10月23日 |
| ×    | ジョン・ハザウェイ               | 5分3R終了 判定0-3                    | UFC 114: Rampage vs. Evans                                      | 2010年5月29日  |
| ×    | BJ・ペン                         | 5R 2:37 TKO（ドクターストップ）      | UFC 107: Penn vs. Sanchez 【UFC世界ライト級タイトルマッチ】     | 2009年12月12日 |
| ○    | クレイ・グイダ                   | 5分3R終了 判定2-1                    | The Ultimate Fighter: United States vs. United Kingdom Finale   | 2009年6月20日  |
| ○    | ジョー・スティーブンソン         | 5分3R終了 判定3-0                    | UFC 95: Sanchez vs. Stevenson                                   | 2009年2月21日  |
| ○    | ルイージ・フィオラヴァンティ     | 3R 4:07 TKO（跳び膝蹴り→パウンド）   | The Ultimate Fighter: Team Rampage vs. Team Forrest Finale      | 2008年6月21日  |
| ○    | デビッド・ベルクヘーデン         | 1R 4:43 ギブアップ（マウントパンチ） | UFC 82: Pride of a Champion                                     | 2008年3月1日   |
| ×    | ジョン・フィッチ                 | 5分3R終了 判定1-2                    | UFC 76: Knockout                                                | 2007年9月22日  |
| ×    | ジョシュ・コスチェック           | 5分3R終了 判定0-3                    | UFC 69: Shootout                                                | 2007年4月7日   |
| ○    | ジョー・リッグス                 | 1R 1:45 KO（膝蹴り）                 | UFC Fight Night: Sanchez vs. Riggs                              | 2006年12月13日 |
| ○    | カロ・パリジャン                 | 5分3R終了 判定3-0                    | UFC Fight Night 6                                               | 2006年8月17日  |
| ○    | ジョン・アレッシオ               | 5分3R終了 判定3-0                    | UFC 60: Hughes vs. Gracie                                       | 2006年5月27日  |
| ○    | ニック・ディアス                 | 5分3R終了 判定3-0                    | The Ultimate Fighter 2 Finale                                   | 2005年11月5日  |
| ○    | ブライアン・ガサウェイ           | 2R 1:56 TKO（パウンド）              | UFC 54: Boiling Point                                           | 2005年8月20日  |
| ○    | ケニー・フロリアン               | 1R 2:49 TKO（マウントパンチ）        | The Ultimate Fighter 1 Finale 【ミドル級トーナメント 決勝】     | 2005年4月9日   |
| ○    | ジョルジ・サンチアゴ             | 5分3R終了 判定3-0                    | KOTC 37: Unfinished Business 【KOTC世界ウェルター級王座決定戦】 | 2004年6月12日  |
| ○    | レイ・エルブ                     | 1R 1:07 ギブアップ（パンチ連打）     | KOTC 36: Albuquerque                                            | 2004年5月15日  |
| ○    | トラヴィス・ビークラー           | 1R 0:35 TKO（パンチ連打）            | Pride of Albuquerque                                            | 2004年4月10日  |
| ○    | クルーズ・チャコン               | 1R 0:41 チョークスリーパー           | KOTC 35: Acoma                                                  | 2004年2月28日  |
| ○    | ジョン・クロンク                 | 2R 1:30 チキンウィングアームロック   | KOTC 26: Gladiator Challenge                                    | 2003年8月3日   |
| ○    | リーン・クロンヴォルド           | 1R 3:39 腕ひしぎ十字固め             | KOTC 24: Mayhem                                                 | 2003年6月14日  |
| ○    | マイク・ガイモン                 | 1R 4:57 腕ひしぎ十字固め             | KOTC 23: Sin City                                               | 2003年5月16日  |
| ○    | ジェイク・ショート               | 1R 2:34 TKO（パンチ連打）            | KOTC 21: Invasion                                               | 2003年2月21日  |
| ○    | シャノン・"ザ・キャノン"・リッチ | 1R 0:59 チョークスリーパー           | KOTC 20: Crossroads                                             | 2002年12月15日 |
| ○    | ジーザス・サンチェス             | 2R 2:33 KO（パンチ連打）             | Aztec Challenge 1                                               | 2002年9月6日   |
| ○    | マイケル・ジョンソン             | 1R 3:45 チョークスリーパー           | Ring of Fire 5: Predators                                       | 2002年6月21日  |

### 総合格闘技エキシビション
| 勝敗 | 対戦相手                 | 試合結果                     | 大会名                 | 開催年月日     |
| ○    | ジョシュ・コスチェック   | 5分3R終了 判定2-1            | The Ultimate Fighter 1 | 2004年10月30日 |
| ○    | ジョシュ・ラファーティ   | 1R 1:49 リアネイキドチョーク | The Ultimate Fighter 1 | 2004年10月20日 |
| ○    | アレックス・カラレクシス | 1R 1:46 リアネイキドチョーク | The Ultimate Fighter 1 | 2004年10月5日  |

### グラップリング
| 勝敗 | 対戦相手             | 試合結果           | 大会名                                                   | 開催年月日     |
| ×    | マルセロ・ガッシア   | 腕ひしぎ十字固め   | ADCC 2005 【無差別級 2回戦】                             | 2005年5月28日  |
| ○    | ダニエル・ヴェランジ | ポイント7-2        | ADCC 2005 【無差別級 1回戦】                             | 2005年5月28日  |
| ×    | ジェイク・シールズ   | ポイント0-6        | ADCC 2005 【77kg未満級 1回戦】                           | 2005年5月27日  |
| ×    | ロイ・ネルソン       | ポイント2-19       | グラップラーズ・クエスト 【無差別級トーナメント 決勝】   | 2003年11月15日 |
| ○    | ジェイミー・クルーズ | ポイント           | グラップラーズ・クエスト 【無差別級トーナメント 準決勝】 | 2003年11月15日 |
| ○    | Brent Stuchlik       | チョークスリーパー | グラップラーズ・クエスト 【無差別級トーナメント 1回戦】  | 2003年11月15日 |

## 獲得タイトル
- 第6代KOTC世界ウェルター級王座（2004年）
- The Ultimate Fighter 1 ミドル級トーナメント 優勝（2005年）

## 表彰
- UFC ファイト・オブ・ザ・ナイト（7回）
- UFC パフォーマンス・オブ・ザ・ナイト（1回）
- UFC ファイト・オブ・ザ・イヤー（2009年/クレイ・グイダ戦）
- UFC殿堂入り（2019年、試合部門/クレイ・グイダ戦）
- World MMA Awards ファイト・オブ・ザ・イヤー（2009年/クレイ・グイダ戦）
- Bleacher Report ファイト・オブ・ザ・イヤー（2013年/ギルバート・メレンデス戦）
- ニューメキシコ州ボクシング ファイター・オブ・ザ・イヤー（2005年、2006年、2010年）